# سوزي بورتر
سوزي بورتر (بالإنجليزية: Susie Porter)‏ هي ممثلة أسترالية، ولدت في 1971 في أستراليا.

## الأعمال

### أفلام
- هجوم المستنسخين (2002)

### مسلسلات
- خل التفاح (2025)

## وصلات خارجية
- سوزي بورتر على موقع IMDb (الإنجليزية)
- سوزي بورتر على موقع ألو سيني (الفرنسية)
- سوزي بورتر على موقع أول موفي (الإنجليزية)
- سوزي بورتر على موقع قاعدة بيانات الأفلام السويدية (السويدية)
- سوزي بورتر على موقع قاعدة بيانات الفيلم (الإنجليزية)
- سوزي بورتر على موقع كينوبويسك (الروسية)